# Tuổi thọ của mèo
Cho đến nay, thông tin đáng tin cậy về tuổi thọ của mèo nhà rất đa dạng và tương đối ít ỏi. Tuy nhiên, một số nghiên cứu đã tìm hiểu về vấn đề này và đã đưa ra các con số ước tính đáng chú ý. Ước tính tuổi thọ trung bình của mèo trong các nghiên cứu này dao động từ 13 đến 17 năm, với một giá trị tuổi trung bình rơi vào khoảng mốc 15 năm. Ít nhất một nghiên cứu tìm thấy giá trị tuổi thọ trung bình là 14 năm và một phần tư tương ứng nằm trong phạm vi từ 9 đến 17 năm. Tuổi thọ tối đa được ước tính ở các giá trị dao động từ 22 đến 30 năm mặc dù đã có những tuyên bố chưa xác minh của các cá thể mèo chết ở lứa tuổi trên 30 năm. Mèo cái đã được chứng minh có tuổi thọ cao hơn mèo đực, trong khi mèo bị triệt sản và mèo lai đã được chứng minh có tuổi thọ cao hơn mèo thuần chủng. Nghiên cứu này cũng cho thấy rằng trọng lượng của một con mèo càng lớn, thì tuổi thọ trung bình của nó càng thấp.
Trong một nghiên cứu về các vấn đề gây tử vong cho mèo, nguyên nhân thường gặp nhất là chấn thương (12,2%), rối loạn thận (12,1%), bệnh không có thuốc đặc hiệu (11,2%), ung thư (10,8%) và nhiều vấn đề tổn thương kết hợp (10,2%). Tuy nhiên, một số con mèo có thể đạt số tuổi từ 21 trở lên.
Con mèo già nhất từng được ghi nhận là Creme Puff, đã qua đời vào năm 2005 ở độ tuổi 38 năm, 3 ngày.